# 철산초등학교
철산초등학교는 대한민국 경기도 광명시에 있는 공립 초등학교이다.

## 학교 연혁
- 1981.12.01 철산국민학교 설립 인가
- 1982.09.01 초대 김철수 교장 취임
- 1982.09.11 15학급 편성
- 1982.09.11 개교(15학급)
- 1985.02.01 제1회 졸업
- 1985.09.01 병설 유치원 1학급 개원
- 1992.03.01 33학급 편성(하일초등학교 분리)
- 1996.03.01 철산초등학교로 교명 변경
- 2011.09.01 제10대 김은순 교장 취임
- 2012.12.15 교내자율장학 및 컨설팅장학 지원 표창(경기도교육감)
- 2012.12.28 선진형 교수학습 상시평가중점학교 운영 표창(경기도교육감)
- 2013.03.25 우수학교 교육과정 선정(교육장상)
- 2013.12.26 경기도교육청지정 영어주제 체험학습장운영(교육감상)
- 2013.12.31 문화예술클러스터 거점학교운영 3년 연속 표창(교육장상)
- 2014.02.14 제30회 졸업식 285명(총 졸업생 수 7,152명)
- 2015.03.01 제11대 최경희 교장 취임
- 2019.03.02 제12대 송민영 교장 취임
- 2023.?.?   제13대 이태우 교장 취임

## 참고 자료
- 철산초등학교 - 한국교육학술정보원 학교알리미